# Willy Wellens
Willy Wellens (Diest, 1954. március 29. –) Európa-bajnoki ezüstérmes belga labdarúgó, középpályás, edző.
Részt vett az 1980-as olaszországi Európa-bajnokságon.

## Sikerei, díjai
Belgium
- Európa-bajnokság
  - ezüstérmes: 1980, Olaszország

 Molenbeek
- Belga bajnokság
  - bajnok: 1974–75

 Standard Liège
- Belga bajnokság
  - 2.: 1979–80
- Belga szuperkupa
  - győztes: 1981

 Club Brugge
- Belga bajnokság
  - 2.: 1984–85, 1985–86
- Belga kupa
  - győztes: 1986
- Belga szuperkupa
  - győztes: 1986